# Gegendruckturbine

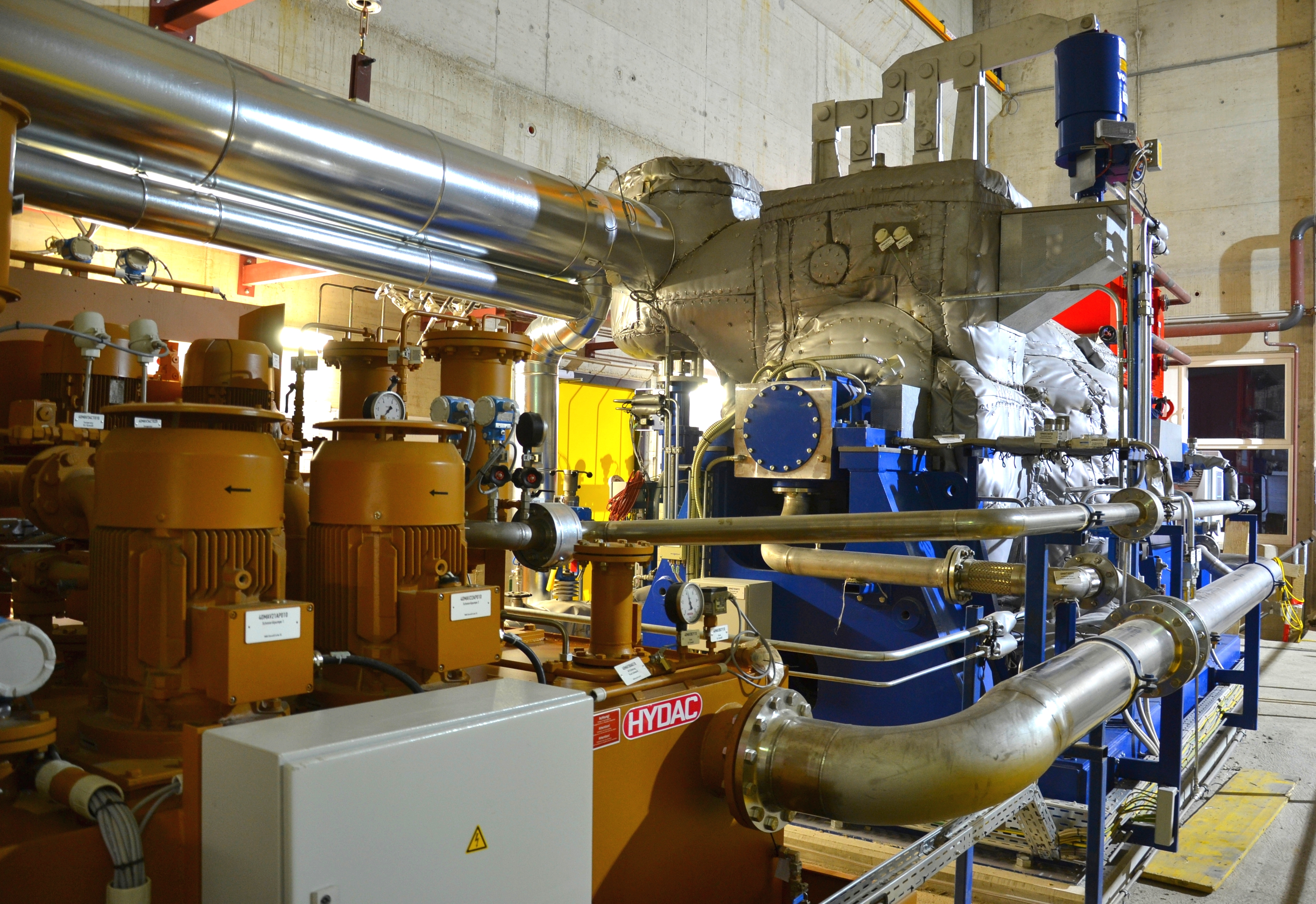
Gegendruckdampfturbine eines Biomasseheizkraftwerkes mit 5700 kW elektrischer Erzeugungsleistung

Eine Gegendruckturbine ist eine Dampfturbine, bei der der Abdampf nicht wie bei einer Kondensationsturbine bis in den Unterdruck-Bereich hinein entspannt wird, sondern nur bis in den Überdruck-Bereich, in dem der Abdampf überhitzt entnommen wird.
Gegendruckturbinen werden vor allem in Heizkraftwerken mit Kraft-Wärme-Kopplung eingesetzt, wenn Dampf in großer und konstanter Menge als Heizdampf benötigt wird, z. B. in Heizkraftwerken für die Fernwärmeversorgung oder in Industriekraftwerken zur Erzeugung von Prozessdampf für einen Produktionsprozess.
Ist die benötigte Dampfmenge im Verhältnis zur Frischdampfmenge geringer oder stark schwankend, so ist es wirtschaftlicher eine Kondensationsturbine vorzusehen und den Heizdampf aus einer Entnahme abzuziehen. Ansonsten muss überschüssiger Dampf bei hohem Druck kondensiert werden, was aufgrund der hohen Restenergie einen schlechten Wirkungsgrad zur Folge hätte.
Die meisten Hoch- und Mitteldruckturbinen sind Gegendruckturbinen, da sie den Dampf im Überdruckbereich an die Niederdruckturbine übergeben, die üblicherweise eine Kondensationsturbine ist.
Seltener wird der Begriff Gegendruckturbine auch bei Gasturbinen (z. B. Vorschaltgasturbinen) oder Wasserturbinen benutzt.